# Opa-opa
Opa Opa es el protagonista de la serie de videojuegos Fantasy Zone, de Sega. Su apariencia es la de una especie de huevo de Pascua con alas que también es capaz de usar sus patas si es menester, por ejemplo, para tomar tierra. Además, es capaz de lanzar disparos de arroz y bombas. Se le puede considerar el precursor de los personajes "monos" dentro del género de los matamarcianos, donde comparte línea temporal con TwinBee y es anterior a Parodius y Ordyne.
Tiene un hermano llamado Upa Upa, y su padre se llama O-Papa. Posteriormente apareció Opa Opa Jr.

## Características de Opa Opa
Según la serie Zillion (basada en la pistola de Sega y en los 2 juegos de Sega Master System) Opa Opa es una especie de robot, pero capaz de mostrar sentimientos. Mide 38 centímetros de altura, 40 de anchura, 52 de longitud, 19 en cada ala y 16.8 kilos de peso. No se conoce el nombre de su especie.

## Otras apariciones

### Saga Fantasy Zone
- Fantasy Zone (1986)
- Fantasy Zone II: The Tears of Opa-Opa (1987)
- Opa Opa (Released internationally as Fantasy Zone: The Maze) (1987)
- Galactic Protector (1988)
- Fantasy Zone Gear: The Adventures of Opa-Opa Jr. (released internationally as simply "Fantasy Zone") (1991)
- Super Fantasy Zone (1992)

Además de aparecer como protagonista de Fantasy Zone, también tiene presencia en otros juegos de Sega:
- Zillion (SMS - 1987)
- Alex Kidd: The Lost Stars (Arcade y SMS - 1988)
- Quartet (arcade game) (SMS - 198?)
- Teddy Boy (SMS - 1985)
- Arnold Palmer's Tournament Golf (1989)
- Pit Pot (SMS - 1985)
- Virtua Fighter 5 R (2008)
- Shenmue (DC - 1999)
- Planet Harriers (Arcade - 2000)
- Sonic Adventure 2 (DC - 2001)
- Segagaga (DC - 2001)
- Super Hang-On (1987)
- Sonic & Sega All-Stars Racing (2010)
- Sonic Riders (PS2, XBOX, PC, NGC - 2006)
- Phantasy Star Portable (PSP - 2008)
- Phantasy Star Online (DC - 2000)
- Phantasy Star Universe (2006)

### Otro Medios
- Zillion (TV Anime - 1987)

- Datos: Q9052552